# Forchhammeria polyandra
Forchhammeria polyandra là một loài thực vật có hoa trong họ Capparaceae. Loài này được (Griseb.) Alain mô tả khoa học đầu tiên năm 1965.